# Nationwide Airlines
A Nationwide Airlines foi uma companhia aérea da África do Sul fundada em 1995 e que encerrou suas atividades em 2008.